# Тбіліський театральний інститут ім. Шота Руставелі
Тбіліський театральний інститут ім. Ш. Руставелі — вищий театральний навчальний заклад Грузії.
Інститут був відкритий в Тбілісі в 1939 на базі драматичних студій, що існували при театрах імені Шота Руставелі і імені К. Марджанішвілі. З 1939 по 1949 директором інституту був Акакій Хорава.
У 1970-ті роки в інституті з'явився факультет кіно і телебачення. З 1978 інститут проводить міжнародний фестиваль студентських фільмів «Амірані» (відновлений в 2007 році) і міжнародний фестиваль студентських театральних робіт.